# Brianna Wu
Brianna Wu is een Amerikaanse computerspelontwerper. Ze was samen met Amanda Warner een van de medeoprichters van Giant Spacekat, een onafhankelijke videogamestudio in Boston, Massachusetts. Ze schrijft ook blogs en maakt podcasts over de videogame-industrie.

## Carrière
Brianna Wu werd geadopteerd en groeide op in een ondernemersgezin in Mississippi. Ze startte in 2003 met haar studies journalistiek en politieke wetenschappen aan de Universiteit van Mississippi. Op negentienjarige leeftijd zette ze een kleine animatiestudio op. Het bedrijf had echter geen succes. Wu vertrok naar Washington en hield zich een aantal jaren bezig met politieke fondsenwerving. Ze ging later terug naar de universiteit om haar studies in onderzoeksjournalistiek af te ronden. Na haar studie werkte ze eerst als journalist en later als grafisch ontwerper.
In 2010 richtte Wu samen met Amanda Warner het bedrijf Giant Spacekat op. Maria Enderton voegde zich later bij Wu en Warner als hoofdprogrammeur.

### Revolution 60
Wu en Warner toonden in maart 2013 op de games-conferentie Pax East hun eerste iOS-game Revolution 60. De game was een van de tien beste indie-games van de conferentie. In juli 2013 organiseerde Giant Spacekat een kickstarter-campagne om ook een pc-versie van Revolution 60 uit te brengen. Wu en Wagner haalden in totaal $12,728 op via de campagne, 250% van hun oorspronkelijke doel van $5,000.
De twee vrouwelijke hoofdpersonen in het videospel zouden gebaseerd zijn op Wu en Wagner zelf. De meerderheid van de recensies voor de iOS-versie van Revolution 60 is positief. Op Steam zijn de klantenrecensies voor de pc-versie grotendeels negatief.

### Podcaster en journalist
Wu is een van de presentatoren van de wekelijkse podcast Isometric op Relay FM. Deze podcast, gestart in mei 2014, heeft voornamelijk de computerspelwereld als onderwerp. Wu schrijft daarnaast ook artikelen en columns over feminisme en de negatieve houdingen tegen vrouwen bij het ontwikkelen van videogames.

## Gamergate
In oktober 2014 tweette Wu verschillende keren over voorstanders van Gamergate. Ze ridiculiseerde hen omdat ze vond dat ze vochten voor een "apocalyptische toekomst waar 8 procent van de programmeurs een vrouw is en niet 3 procent".
Bijna onmiddellijk begonnen anonieme forumleden op het pro-Gamergate-subforum (/gg/) van 8chan gevoelige persoonlijke informatie van Wu online te zetten, waaronder haar huisadres. Als gevolg daarvan ontving Wu meerdere berichten waarin op gedetailleerde wijze werd gedreigd haar te verkrachten of te vermoorden. Omdat deze berichten vaak haar huisadres bevatten, zag Wu zich gedwongen om haar huis te ontvluchten. Deze bedreigingen worden over het algemeen toegeschreven aan Gamergate-sympathisanten.
Wu verklaarde dat ze niet geïntimideerd wilde worden door de bedreigingen en ze bleef zich nadrukkelijk uitspreken tegen Gamergate. Wu wordt samen met andere Gamergate-critici als Anita Sarkeesian en Zoë Quinn gezien als een van de belangrijkste slachtoffers van de Gamergate-controverse.

## Werk
Game
- Revolution 60, juli 2014 (iOS game)

Artikelen
- Wu, Brianna (2012). SMOFs and Con Chairs: Ignore Videogames at Your Own Peril (pdf) (12).
- Wu, Brianna, "Choose your character: Faced with change, an all-female indie dev team evolves to a higher form", The Magazine, 11 april 2013.
- Wu, Brianna (24 april 2014). Why GitHub's unconvincing investigation harms women in games development.
- Wu, Brianna (22 juli 2014). Opinion: No skin thick enough: The daily harassment of women in the game industry.
- Wu, Brianna, It happened to me: I've been forced out of my home and am living in constant fear because of relentless death threats from Gamergate. xoJane (16 oktober 2014).
- Wu, Brianna, "Rape and death threats are terrorizing female gamers. Why haven't men in tech spoken out?", The Washington Post, 20 oktober 2014.
- Wu, Brianna, I'm Brianna Wu, And I'm Risking My Life Standing Up To GamerGate. Bustle (11 februari 2015).